# 李康来
李 康来（イ・ガンネ、朝鮮語: 이강래/李康來、1953年3月2日 - ）は、大韓民国の政治家。第16・17・18代韓国国会議員、第17代韓国道路公社社長を歴任した。
本貫は全州李氏。カトリック教徒。

## 経歴
全羅北道南原郡（現・全北特別自治道南原市広峙洞）出身。大京産業高等学校（現・大京生活科学高等学校）、明知大学校卒。ソウル大学校行政大学院修士・博士課程修了（行政学博士）。韓国国際関係研究所責任研究員、民主党政策研究室長、第15代大統領選挙新政治国民会議金大中候補企画特別補佐官、中経会顧問、国家安全企画部企画調整室長、大統領秘書室政務首席秘書官、国民参与統合新党準備委員会委員、ヨルリンウリ党中央委員、第16代国会正しい政治実践研究会代表、第17代国会予算決算特別委員会委員長、ヨルリンウリ党非常対策委員会非常任委員、大統合民主新党鄭東泳大統領選挙候補中央選挙対策委員会常任選挙対策本部長、民主党党務委員・院内代表、第18代国会企画調整委員会委員、民主党刷新のための党院内会常任顧問、民主希望刷新連帯常任顧問、統合民主党院内代表を務めた。
4選に挑戦した2012年の第19代総選挙で落選した後、ソウル大学校行政大学院客員教授を務めたが、2016年の第20代総選挙では党内の予備選挙すら突破できなかった。2017年11月に文在寅大統領により第17代韓国道路公社社長に任命されたが、2019年、翌年の第21代総選挙への出馬を念頭に退任した。

## エピソード
1998年7月、金大中大統領の秘書室政務首席秘書官として、全斗煥と金泳三両元大統領の自宅に行って、元大統領らが参加する晩餐会への招待を知らせた。
2007年ごろ、民主党の党員たちは党籍を頻繁に変えたことで、渡り鳥と揶揄されたこともある。李は同年2月にウリ党を離党した後、無所属のままだっだが、どうやら本人は統合民主党に入党したと思い込み、同年7月に統合民主党全北道党部に離党届を提出した。統合民主党がこれを公表した後、ハンナラ党側から「政界渡り鳥のブラックコメディ」という皮肉を受けた。
韓国道路公社社長在任中に「スマート街灯」事業を主導したが、その街灯の核心部品は韓国国内で李の弟らが運営する会社が事実上独占して納品していたため、利益相反の指摘があった。一方、李社長は取材に対し、その会社を全く知らないと関係を否認した。